# Авраам Бернгард
Авраам Бернгард (після прийняття християнства — Іван, 1762—1832) — російський лікар й автор записки проти звинувачення євреїв у ритуальних злочинах.
Працював цивільним і військовим лікарем в різних містах Північно-Західного краю, опублікував ряд праць з медицини. Його записка «Світло у темряві Самогіції», спрямована Павлу I, на думку істориків, справила істотний вплив на імператора при розгляді кривавого наклепу на євреїв.

## Біографія
Народився у 1762 році. Навчався у Лондоні (1789), практикував у Газенпоті. У 1798 році визнаний Петербурзькою медичною колегією доктором і призначений лікарем в Шавлях (Віленська губернія).
У 1802 році Бернгард був звільнений зі служби через хворобу, але у 1805 році відряджений в армію; служив (1806) в кобринському військовому госпіталі, обіймав (1808) посаду головного доктора всіх литовських шпиталів (при цьому проведений у надвірні радники), працював в слонімському тимчасовому військовому госпіталі, а у 1810 році знову звільнений зі служби.
Після звільнення Бернгард зайнявся практикою в Мітаві, оселився потім в Москві, але у 1812 році призначений у Мінську лікарську управу інспектором; втім, у наступному році Бернгард знову був звільнений. У 1819 році був визначений інспектором у віленську лікарську управу, але у 1822 році знову був змушений покинути службу.
Однак у 1824 році (Юлій Гессен припускає, що Бернгард саме в цей час хрестився) знову призначений у Мінську лікарську управу; наступного року імператор Олександр I наказав збільшити Бернгарду платню у зв'язку з публікацією його твору «Медико-топографічний опис міста Вільни» німецькою мовою. У 1826 році Бернгард представив міністру внутрішніх справ Василю Ланському запит на дозвіл друкувати твір «Beiträge zur medicinischen Policey und geschichtlichen Arzneikunde», в якому він, серед іншого, запропонував заборонити євреям ранні шлюби та звернув увагу на прискорене поховання у євреїв (твір схвалено конференцією Медико-хірургічної академії).
Помер у 1832 році.

## Записка «Світло у темряві Самогіції»
Серед паперів, знайдених у кабінеті Олександра I після його смерті, був лист «доктора медицини Бернарда з Шавля» і представлена при ньому записка про євреїв під заголовком «Світло у темряві Самогіції», що містила «при загальному описі гонінь на євреїв у середньовіччі, особливо відомості ο двох слідчих справах з приводу підозри їх у вбивстві християнських дітей для отримання їх крові, ніби вживаної ними у свята Великодня, і різні докази з Моїсеєва закону і Талмуда проти подібного звинувачення».
Вказівка на те, що Бернгард був лікарем у Шавло (1798—1802), свідчить, що записка належить до часу, коли у 1799 році, за царювання Павла I, у Вітебській губернії відбувався розбір сенненского справи, яким поет і сенатор Гаврило Державін намагався скористатися проти євреїв та якому він відвів місце у своїй «Думці»; це припущення підтверджується тим, що інші документи, знайдені в кабінеті Олександра I, належать періоду царювання Павла I.
На думку істориків, записка Бернгарда справила істотний вплив на думку Павла I щодо розслідування сенненської справи та скарги шкловських євреїв на графа Семена Зорича, власника Шклова, яку розглядав Державін. Імператор наказав Державіну не втручатися у розслідування кримінальної справи у Сєнно та розглядати скаргу на Зорича без узагальнень про властиві євреям «лиходійства».

## Публікації
Бернгард опублікував наступні роботи:
- Gründe für die Inokulation; dem Lithauischen Landvolke gewidmet. — Mitau, 1799.
- Observations sur l’enterrement prématuré des Juifs à. — Mitau, 1799.; те ж німецькою мовою Bemerkungen über das frühe Beerdigen der jüdischen Leichen. — Mitau, 1802.
- Medicinischchirurgiche Beobachtungen in den Kriegshospitälern zu Kobrin und Slonim gesammelt., (у 2-х частинах)
- Behandlung eines epidemischen Wurmfiebers, das im Jahr 1796 in Curland herrschte // Hufeland’s Journal f. prakt. Arzeneikunde. — 1797. — 25 März.
- Медико-топографическое описание города Вильны. (німецькою мовою)
- Beiträge zur medicinischen Policey und geschichtlichen Arzneikunde.